# Юрій Нагорний
«Юрій Нагорний» (рос. «Юрий Нагорный») — фільм російського кінорежисера Євгена Бауера. Фільм зберігся без написів.

## Сюжет
Оперний співак Юрій Нагорний — відомий селадон і ловелас. Легко і безкарно розбиває він жіночі серця. Але відплата наздогнала його. Сестра колись звабленої і загубленної Нагорним танцюристки влаштовує підпал у його квартирі. Обличчя спокусника знівечене опіками — тепер він безпечний для жінок.

## Актори
- Амо Бек-Назарян — Юрій Нагорний
- Емма Бауер — танцюристка
- Андрій Громов — чоловік танцюристки
- Олександра Ребікова — сестра танцюристки
- Олександр Херувімов — батько танцюристки
- Тася Борман — епізод